# Filefjell
Filefjell er et fjeldområde mellem Lærdal i Sogn og Vang i Valdres i Norge. Her, hvor der fra gammel tid har været færdsel mellem Østlandet og Vestlandet af Filefjell Kongevejen, går nu hovedvejen mellem Oslo og Bergen, Europavej 16, som på det højeste punkt når op på 1.013 moh. Lidt vest for det højeste punkt går grænsen mellem Vestland og Innlandet fylker.
Ved Utrøvatn, hvor elven Begna har sit udspring, ligger Nystuen, som oprindelig var en af statens fjeldstuer og  rejsestald. Længere mod vest ligger det gamle hotelsted Maristuen, som også oprindelig var fjeldstue. Mellem disse ligger St. Thomas-kirken.

## Friluftsliv
Filefjellområdet kan bruges som et udgangspunkt for dagsture til Sognefjorden og Geiranger. Der er flere seværdigheder i omegnen som stavkirker og den Gamle Kongevej Oslo-Bergen som er godt bevaret . Kongevejen ligger på sit højeste punkt omkring 1250 moh. 